# Manalapan
Manalapan est une municipalité ayant le statut de town située dans le comté de Palm Beach en Floride. En 2000, sa population est de 321 habitants.

## Démographie
| 1950 | 1960 | 1970 | 1980 | 1990 | 2000 |
| ---- | ---- | ---- | ---- | ---- | ---- |
| 54   | 62   | 205  | 329  | 312  | 321  |

| 2010 | - | - | - | - | - |
| ---- | - | - | - | - | - |
| 406  | - | - | - | - | - |

## Source de la traduction
- (en) Cet article est partiellement ou en totalité issu de l’article de Wikipédia en anglais intitulé « Manalapan, Florida » (voir la liste des auteurs).